# Augusta Guglielmina d'Assia-Darmstadt
Augusta Guglielmina d'Assia-Darmstadt (nome completo in tedesco: Marie Auguste Wilhelmine von Hessen-Darmstadt) (Darmstadt, 14 aprile 1765 – Rohrbach, 30 marzo 1796) fu la madre di Luigi I di Baviera.

## Biografia

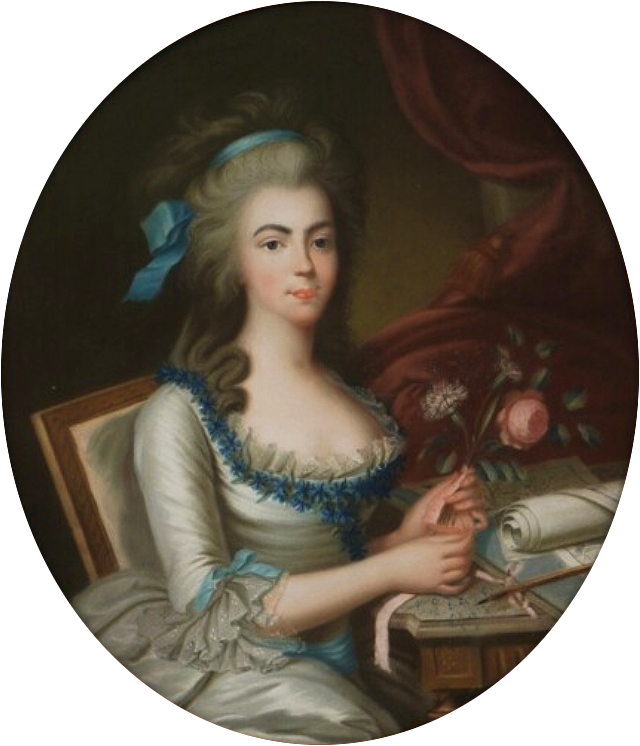
Ritratto di Augusta Guglielmina d'Assia-Darmstadt all'età di 20 anni nel 1785.

Augusta Guglielmina era figlia di Giorgio Guglielmo d'Assia-Darmstadt e di Maria Luisa Albertina di Leiningen-Dagsburg-Falkenburg fu la quarta figlia femmina non che la più giovane di nove figli.
Il 30 settembre 1785 sposò a Darmstadt il Conte Palatino Massimiliano di Zweibrücken. Massimiliano era ufficiale nell'esercito francese ed era di stanza a Strasburgo. Spesso la famiglia visitava Parigi e, in queste occasioni Augusta ebbe modo di conoscere la regina Maria Antonietta.
Allo scoppio della rivoluzione francese Massimiliano lasciò l'esercito francese e si arruolò in quello austriaco. Augusta si trasferì nei pressi di Mannheim. Nel 1795 Massimiliano successe al fratello come duca di Zweibrücken.

### Morte
Augusta che aveva sempre avuto polmoni delicati morì nel 1796, senza avere la possibilità di vedere il marito salire sul trono della Baviera. La sua morte gettò Massimiliano in un profondo lutto è scrisse alcune poesie in memoria della moglie

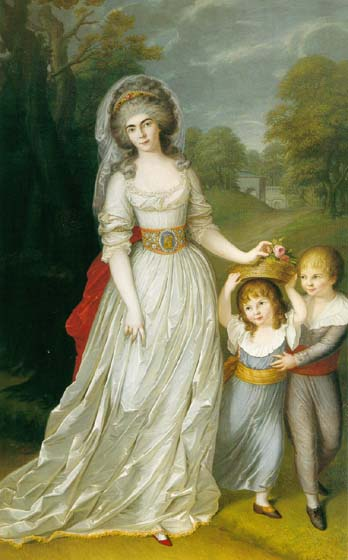
Augusta Guglielmina ritratta insieme ai suoi figli nel 1791.

## Figli
Dal matrimonio con Massimiliano nacquero:
- Ludovico (1786 - 1868), divenuto successivamente re di Baviera con il nome di Ludovico I. Nel 1810 sposò la principessa Teresa di Sassonia-Hildburghausen (1792-1854);
- Augusta Amalia Ludovica (1788 - 1851), andata sposa nel 1806 ad Eugenio di Beauharnais, viceré d'Italia, duca di Leuchtenberg e principe di Eichstätt;
- Amalia Maria Augusta (1790 - 1794)
- Carolina Augusta (1792 -1873), che sposò:
  - nel 1808 Guglielmo I di Württemberg (il matrimonio, privo di figli, fu annullato nel 1814)
  - nel 1816 Francesco I d’Austria, imperatore dell'Austria e re di Ungheria e di Boemia.
- Carlo Teodoro Massimiliano Augusto (1795 - 1875), che sposò:
  - nel 1823 Maria Anna Sofia de Pétin (1796 - 1838), dal 1823 baronessa di Bayrstorff
  - nel 1859 Enrichetta Schoeller (1815-1866), dal 1859 baronessa di Frankenburg

## Ascendenza
|                                                                       |                                           |                                                | Genitori                                  |  |  | Nonni |  |  | Bisnonni                        |  |  | Trisnonni                  |  |
|                                                                       |                                           |                                                |                                           |  |  |       |  |  | Ernesto Luigi d'Assia-Darmstadt |  |  | Luigi VI d'Assia-Darmstadt |  |
|                                                                       |                                           |                                                |                                           |  |  |       |  |  | Ernesto Luigi d'Assia-Darmstadt |  |  | Luigi VI d'Assia-Darmstadt |  |
|                                                                       |                                           | Elisabetta Dorotea di Sassonia-Gotha-Altenburg |                                           |  |  |       |  |  | Ernesto Luigi d'Assia-Darmstadt |  |  |                            |  |
| Luigi VIII d'Assia-Darmstadt                                          |                                           |                                                |                                           |  |  |       |  |  | Ernesto Luigi d'Assia-Darmstadt |  |  |                            |  |
|                                                                       |                                           | Dorotea Carlotta di Brandeburgo-Ansbach        | Alberto II di Brandeburgo-Ansbach         |  |  |       |  |  |                                 |  |  |                            |  |
|                                                                       |                                           | Dorotea Carlotta di Brandeburgo-Ansbach        | Alberto II di Brandeburgo-Ansbach         |  |  |       |  |  |                                 |  |  |                            |  |
|                                                                       |                                           | Dorotea Carlotta di Brandeburgo-Ansbach        | Sofia Margherita di Oettingen-Oettingen   |  |  |       |  |  |                                 |  |  |                            |  |
| Giorgio Guglielmo d'Assia-Darmstadt                                   |                                           | Dorotea Carlotta di Brandeburgo-Ansbach        |                                           |  |  |       |  |  |                                 |  |  |                            |  |
|                                                                       |                                           | Giovanni Reinardo III di Hanau-Lichtenberg     | Giovanni Reinardo II di Hanau-Lichtenberg |  |  |       |  |  |                                 |  |  |                            |  |
|                                                                       |                                           | Giovanni Reinardo III di Hanau-Lichtenberg     | Giovanni Reinardo II di Hanau-Lichtenberg |  |  |       |  |  |                                 |  |  |                            |  |
|                                                                       |                                           | Giovanni Reinardo III di Hanau-Lichtenberg     | Anna Maddalena di Birkenfeld-Bischweiler  |  |  |       |  |  |                                 |  |  |                            |  |
| Carlotta di Hanau-Lichtenberg                                         |                                           | Giovanni Reinardo III di Hanau-Lichtenberg     |                                           |  |  |       |  |  |                                 |  |  |                            |  |
|                                                                       |                                           | Dorotea Federica di Brandeburgo-Ansbach        | Giovanni Federico di Brandeburgo-Ansbach  |  |  |       |  |  |                                 |  |  |                            |  |
|                                                                       |                                           | Dorotea Federica di Brandeburgo-Ansbach        | Giovanni Federico di Brandeburgo-Ansbach  |  |  |       |  |  |                                 |  |  |                            |  |
|                                                                       |                                           | Dorotea Federica di Brandeburgo-Ansbach        | Giovanna Elisabetta di Baden-Durlach      |  |  |       |  |  |                                 |  |  |                            |  |
| Augusta Guglielmina d'Assia-Darmstadt                                 |                                           | Dorotea Federica di Brandeburgo-Ansbach        |                                           |  |  |       |  |  |                                 |  |  |                            |  |
|                                                                       | Giovanni di Leiningen-Dagsburg-Falkenburg | Giorgio Guglielmo di Leiningen-Dagsburg        |                                           |  |  |       |  |  |                                 |  |  |                            |  |
|                                                                       | Giovanni di Leiningen-Dagsburg-Falkenburg | Giorgio Guglielmo di Leiningen-Dagsburg        |                                           |  |  |       |  |  |                                 |  |  |                            |  |
|                                                                       | Giovanni di Leiningen-Dagsburg-Falkenburg | Anna Elisabetta di Daun-Falkenstein            |                                           |  |  |       |  |  |                                 |  |  |                            |  |
| Cristiano Carlo Reinardo di Leiningen-Dachsburg-Falkenburg-Heidesheim | Giovanni di Leiningen-Dagsburg-Falkenburg |                                                |                                           |  |  |       |  |  |                                 |  |  |                            |  |
|                                                                       |                                           | Giovanna Maddalena di Hanau-Lichtenberg        | Giovanni Reinardo II di Hanau-Lichtenberg |  |  |       |  |  |                                 |  |  |                            |  |
|                                                                       |                                           | Giovanna Maddalena di Hanau-Lichtenberg        | Giovanni Reinardo II di Hanau-Lichtenberg |  |  |       |  |  |                                 |  |  |                            |  |
|                                                                       |                                           | Giovanna Maddalena di Hanau-Lichtenberg        | Anna Maddalena di Birkenfeld-Bischweiler  |  |  |       |  |  |                                 |  |  |                            |  |
| Maria Luisa Albertina di Leiningen-Dagsburg-Falkenburg                |                                           | Giovanna Maddalena di Hanau-Lichtenberg        |                                           |  |  |       |  |  |                                 |  |  |                            |  |
|                                                                       |                                           | Luigi di Solms-Rödelheim                       | …                                         |  |  |       |  |  |                                 |  |  |                            |  |
|                                                                       |                                           | Luigi di Solms-Rödelheim                       | …                                         |  |  |       |  |  |                                 |  |  |                            |  |
|                                                                       |                                           | Luigi di Solms-Rödelheim                       | …                                         |  |  |       |  |  |                                 |  |  |                            |  |
| Caterina Polissena di Solms-Rödelheim                                 |                                           | Luigi di Solms-Rödelheim                       |                                           |  |  |       |  |  |                                 |  |  |                            |  |
|                                                                       |                                           | Carlotta Sibilla di Ahlefeld                   | …                                         |  |  |       |  |  |                                 |  |  |                            |  |
|                                                                       |                                           | Carlotta Sibilla di Ahlefeld                   | …                                         |  |  |       |  |  |                                 |  |  |                            |  |
|                                                                       |                                           | Carlotta Sibilla di Ahlefeld                   | …                                         |  |  |       |  |  |                                 |  |  |                            |  |
|                                                                       |                                           | Carlotta Sibilla di Ahlefeld                   |                                           |  |  |       |  |  |                                 |  |  |                            |  |